# Атлетика на Летњим олимпијским играма 1900 — 100 метара за мушкарце
Трчање на 100 метара за мушкарце је атлетска дисциплина која је уврштена први пут у програм Олимпијских игара 1896. у Атини. Такмичење је одржано првог дана атлетских такмичења 14. јула 1900. Учествовало је двадесет такмичара из девет земаља учесница. Полуфинале и финале су одржани истог дана.

## Земље учеснице
- Аустралија (1)
- Бохемија. {1}
- Данска (1)
- Индија (1)
- Мађарска (2)
- Немачко царство (2}
- Краљевина Италија (1)
- САД (10)
- Шведска (1)

## Рекорди пре почетка такмичења
| Најбољи резултат на свету |                       |                  |                             |                     |
| 10,8(*)                   | Лутер Кери            | Сједињене Државе | Париз, Француска            | 4. јул 1891.        |
| 10,8(*)                   | Сесил Ли              | Велика Британија | Брисел, Белгија             | 25. септембар 1892. |
| 10,8(*)                   | Етјен де Ре           | Белгија          | Брисел, Белгија             | 4. август 1893.     |
| 10,8(*)                   | Л. Ачерли             | Велика Британија | Франкфурт, Немачко царство) | 13. април 1895.     |
| 10,8(*)                   | Хари Битон            | Велика Британија | Ротердам, Холандија         | 28. август 1895.    |
| 10,8(*)                   | Харалд Андерсон-Арбин | Шведска          | Хелсингборг, Шведска        | 9. август 1896.     |
| 10,8(*)                   | Исак Вестергрен       | Шведска          | Јевле Шведска               | 11. септембар 1898. |
| 10,8(*)                   | Исак Вестергрен       | Шведска          | Јевле, Шведска              | 10. септембар 1899. |
| Олимпијски рекорд         |                       |                  |                             |                     |
| 11,8                      | Том Берк              | Сједињене Државе | Атина, Грчка                | 6. април 1896.      |

(*) незванично

## Освајачи медаља
|                               |                               |                         |
| Френк Џарвис Сједињене Државе | Џон Туксбери Сједињене Државе | Стенли Роули Аустралија |

## Нови рекорди после завршетка такмичења
| Најбољи резултат на свету |              |                  |                  |               |
| = 10,8                    | Френк Џарвис | Сједињене Државе | Париз, Француска | 14. јул 1900. |
| = 10,8                    | Џон Туксбери | Сједињене Државе | Париз, Француска | 14. јул 1900. |
| Олимпијски рекорд         |              |                  |                  |               |
| 10,8                      | Френк Џарвис | Сједињене Државе | Париз, Француска | 14. јул 1900. |
| 10,8                      | Џон Туксбери | Сједињене Државе | Париз, Француска | 14. јул 1900. |

Артур Дафи у првој групи квалификација и Џон Теуксбери у другој поставили су нови олимпијски рекорд са 11,4 секунди. У трећој групи Френк Џарвис је изједначио незванични светски рекорд са 10,8 секунди. У другом полуфиналу Џон Теуксбери такође изједначује светски рекорд са 10,8 секунди.

## Резултати

### Квалификације
У квалификацијама био је 6 група. Двојица првопласираних из сваке група пласирали су се у полуфинале.
Група 1
| Место | Атлетичар             | Време     |
| ----- | --------------------- | --------- |
| 1     | Артур Дафи САД        | 11,4 с ОР |
| 2     | Фредерик Молони САД   | Непознато |
| 3     | Вацлав Нови Бохемија. | Непознато |

Молони је на циљ стигао око метар иза Артура Дафија који је својим резултатом 11,4 секунде поставио нови олимпијски рекорд
Група 2
| Место | Атлетичар           | Време      |
| ----- | ------------------- | ---------- |
| 1     | Џон Туксбери САД    | 11,4 с =ОР |
| 2     | Тадијус Маклејн САД | Непознато  |
| 3     | Пал Копан Мађарска  | Непознато  |

Туксбери је победио у овој групи за мање од стопала од другопласираног и изједначио олимпијски рекорд којег је поставио Артур Дафи у првој групи.
Група 3
| Место | Атлетичар                         | Време          |
| ----- | --------------------------------- | -------------- |
| 1     | Френк Џарвис САД                  | 10,8 с ОР =НРС |
| 2     | Стенли Роули Аустралија           | Непознато      |
| 3     | Умберто Коломбо Краљевина Италија | Непознато      |
| 4     | Јулиус Кејл Немачко царство       | Непознато      |

Ово је била најбржа група у квалификацијама, а победник Френк Џарвис је изједначио најбољи резултат на свету.
Група 4
| Место | Атлетичар                 | Време     |
| ----- | ------------------------- | --------- |
| 1     | Кларк Либли САД           | 11,4 с    |
| 2     | Курт Дери Немачко царство | Непознато |
| 3     | Јоханес Гандил Данска     | Непознато |

Либли је победио за мање од пола метра.
Група 5
| Место | Атлетичар               | Време     |
| ----- | ----------------------- | --------- |
| 1     | Норман Причард Индија   | 11,4 с    |
| 2     | Едмунд Мајнахан САД     | Непознато |
| 3     | Ерне Шуберт Мађарска    | Непознато |
| 4     | Исак Вестергрен Шведска | Непознато |

Пета група је била једина у којој није победио амерички атлетичар. Мајнахан је око пола метра заостао из Причарда.
Група 6
| Место | Атлетичар          | Време     |
| ----- | ------------------ | --------- |
| 1     | Чарлс Бароуз САД   | 11,4 с    |
| 2     | Диксон Бордмен САД | Непознато |
| 3     | Хенри Слек САД     | Непознато |

Учествовала су тројица Американаца. Бароуз је победио Бордмена око метар. Слек је освојио треће место и био једини амерички тркач који је елиминисан у квалификацијама.

### Полуфинале
Одржане су три полуфиналне трке, свака са по четири учесника. Првопласирани у сваком од полуфинала пласирао се у финале, а другопласирани и трећепласирани ишли се у репасаж. Победник репасажа био је четврти учесник финала.
Полуфинале 1
| Место | Атлетичар               | Време     |
| ----- | ----------------------- | --------- |
| 1     | Артур Дафи САД          | 11,0 с    |
| 2     | Стенли Роули Аустралија | Непознато |
| 3     | Чарлс Бароуз САД        | Непознато |
| 4     | Диксон Бордмен САД      | Непознато |

Дафи је скоро за пола секунде поправио свој резултат из прве трке, док је Руоли трчао спорије, стигавши око метар и по иза победника. Бароуз је опет победио Бордмена, и елиминисао га из даљег такмичења. Роули и Бароуз су се пласирали у репасаж.
Полуфинале 2
| Место | Атлетичар                 | Време           |
| ----- | ------------------------- | --------------- |
| 1     | Џон Туксбери САД          | 10,8 с =ОР =НРС |
| 2     | Кларк Либли САД           | Непознато       |
| 3     | Фредерик Молони САД       | Непознато       |
| 4     | Курт Дери Немачко царство | Није завршио    |

Туксбери је у полуфиналу изједначио светски рекорд. У овој групи постоји недоумица да ли је Дери уопште стартовао, али се сигурно зна да није завршио трку.
Полуфинале 3
| Место | Атлетичар             | Време     |
| ----- | --------------------- | --------- |
| 1     | Френк Џарвис САД      | 11,2 с    |
| 2     | Тадијус Маклејн САД   | Непознато |
| 3     | Норман Причард Индија | Непознато |
| 4     | Едмунд Мајнахан САД   | Непознато |

Џарвис је трчао спорије у полуфиналу од трчања у групној фази квалификација када је са 10,8 изједначио сцветски рекорд. Он је победио и пласирао се у финале, а Маклејн и Причард су отишли у репасаж.

### Репасаж
| Место | Атлетичар               | Време     |
| ----- | ----------------------- | --------- |
| 1     | Стенли Роули Аустралија | 11,0 с    |
| 2     | Норман Причард Индија   | Непознато |
| 3     | Кларк Либли САД         | Непознато |
| 4     | Чарлс Бароуз САД        | Непознато |
| 4     | Тадијус Маклејн САД     | Непознато |
| 4     | Фредерик Молони САД     | Непознато |

У репасажу трка је била изједначена. Роули је победио Причарда за само неколико центиметара и пласирао се у финале, Причард и четворица Американаца су елиминисани.

## Финале
| Место | Атлетичар               | Време        |
| ----- | ----------------------- | ------------ |
|       | Френк Џарвис САД        | 11,0 с       |
|       | Џон Туксбери САД        | 11,1 с       |
|       | Стенли Роули Аустралија | 11,2 с       |
| —     | Артур Дафи САД          | Није завршио |

Дафи је водио пола трке, али је истегао мишић, пао и морао одустати. Џарвис и Туксбери, који су изједначили светски рекорд у претходним тркама завршили су као први и други, а Роули је стигао трећи са заостатком од једне десетинке секунде.